# 温泉アイドルは小学生!
『温泉アイドルは小学生！』（おんせんアイドルはしょうがくせい）は、令丈ヒロ子による児童文学シリーズ。講談社青い鳥文庫から刊行されている。2016年6月までに全3巻が刊行されて、同名のシリーズとしては完結している。イラストは亜沙美。
このシリーズは、同じ作・令丈ヒロ子、イラスト・亜沙美による青い鳥文庫収録の作品「若おかみは小学生!」シリーズと世界観が共通のスピンオフ、もしくはクロスオーバー作品であり、同シリーズの主人公おっここと関織子を始めとする幾人かの登場人物も本作品に登場する。「アイドル・ことまり!」シリーズは、このシリーズの続編である。

## あらすじ
小学5年生の春野琴理は、父とともにドイツから帰国し、花の湯温泉にやってきた。同じ頃、母とともに東京から引っ越してきた糸居鞠香は同級生。2人は琴理の住む家の裏で祠を発見し、和良居ノ神という神様に出会う。琴理が和良居ノ神に「アイドルになりたい」と願ったことから、琴理と鞠香のアイドルに向けての日々が始まる。

## 登場人物
春野琴理 (はるの ことり)
小学5年生。父とともにドイツから帰国してきた、アイドル志望の少女。母はニューヨークで働いている。容姿も声も可愛いが、歌は下手。
悪意は無いが他人のことに関心が無く、自分のことばかり考えて周囲への配慮が無い。加えて天然ボケで、結果として周囲を振り回すが、それが第三者の目にはお笑いになってしまう。
糸居鞠香 (いとい まりか)
糸居医院の孫娘で、母親と共に東京から花の湯温泉に引っ越してきた。琴理とは同級生。頭の回転が速く機転がきき、口も上手い。しかし一方で、母親に上品に育てられた反動から、琴理には毒舌を連発する。
容姿・能力ともに優れており、本人も自覚しているため、かなりの自信過剰。しかし人目を気にする自意識過剰な性格でもあるため、琴理以外の他人を馬鹿にすることは無い。
性格も言うこともやることも真面目なのに、琴理とからむとなぜかいつも漫才になってしまい、周囲を笑わせてしまう。和良居ノ神と最初に出会った時も、そのせいで彼を意図せず笑わせることになった。
和良居ノ神 (わらいのかみ)
琴理の住む家の裏にあった祠から出てきた、小さな神様。名前の通り笑いをつかさどる神で、その力でパワーアップする。見た目は中学生くらいの少年だが、その姿も住む祠も、琴理と鞠香にしか見えない。
関織子 (せき おりこ)
春野琴理の遠い親戚、いわゆる"はとこ"。中学1年生。「若おかみは小学生!」シリーズの主人公で、旅館「春の屋」の若おかみ。両親はすでに他界しているが、そのことも若おかみになった経緯も、琴理や鞠香はまるで知らない。
秋野真月 (あきの まつき)
花の湯温泉で一番大きい旅館「秋好旅館」の跡取り娘で、関織子の良きライバル。
澄川静志郎 (すみかわ せいしろう)
関織子の同級生で、梅の香神社の息子。家が神社のため「鳥居くん」というあだ名で呼ばれている。
美少年ゆえに鞠香に一目惚れされるが、彼のなにげない一言がきっかけで、鞠香はそれまで望んでもいなかったアイドルを、琴理とコンビで目指すことになる。
さよりママ
琴理らと同級生の斎藤源太の母親で、もと演歌歌手。「カラオケカフェ＆スナック フレンズ」という店を経営している。
桜丘宗次 (さくらおか そうじ)
澄川静志郎の叔父で好青年。学習塾「さくら塾」を主宰している。
是枝愛瑠 (これえだ あいる)
花の湯温泉主催の「歌うまクイーンコンテスト」出場者。琴理らとともにクイーンの座を争う。

## 既刊一覧

### 小説
講談社青い鳥文庫 刊
- 温泉アイドルは小学生! (1) コンビ結成!? （2015年11月13日） ISBN 978-4-06-285525-9
- 温泉アイドルは小学生! (2) 暴走ママを止めて! （2016年03月10日） ISBN 978-4-06-285544-0
- 温泉アイドルは小学生! (3) いきなり!コンサート!? （2016年06月09日） ISBN 978-4-06-285557-0